# Громаков, Василий Фёдорович
Василий Фёдорович Громаков (1924—1988) — полковник Советской Армии, участник Великой Отечественной войны, Герой Советского Союза (1945).

## Биография
Василий Громаков родился 23 января 1924 года в селе Безопасное (ныне — Труновский район Ставропольского края) в крестьянской семье. Окончил восемь классов школы, работал в колхозе. В 1942 году Громаков был призван на службу в Рабоче-крестьянскую Красную Армию. В 1943 году он окончил Краснодарское пулемётно-миномётное училище. С апреля того же года — на фронтах Великой Отечественной войны. Принимал участие в освобождении Ростовской области и Украинской ССР. К маю 1944 года младший лейтенант Василий Громаков командовал пулемётным взводом 1372-го стрелкового полка 417-й стрелковой дивизии 51-й армии 4-го Украинского фронта. Отличился во время штурма Сапун-горы и освобождения Севастополя.
7 мая 1944 года взвод Громакова, несмотря на массированный вражеский огонь, одним из первых ворвался в расположение противника на Сапун-горе и в рукопашной схватке уничтожил несколько десятков солдат и офицеров противника. Громаков в том бою лично взорвал два дота и водрузил знамя на вершине горы. Получил ранение, но поля боя не покинул. 9 мая 1944 года взвод ворвался в Севастополь. В уличных боях Громаков лично уничтожил 2 офицеров и 5 солдат противника, ещё 6 солдат взял в плен.
В дальнейшем участвовал в освобождении Прибалтики и штурме Кёнигсберга. После окончания войны продолжил службу в Советской Армии. В 1950 году окончил Высшую офицерскую интендантскую школу в Ленинграде, в 1955 году — Военную академию тыла и снабжения. В 1966 году в звании полковника он был уволен в запас. Проживал и работал в Краснодаре. Скончался 7 января 1988 года, похоронен на Славянском кладбище Краснодара.

## Награды
Указом Президиума Верховного Совета СССР от 24 марта 1945 года за «образцовое выполнение боевых заданий командования на фронтах борьбы с немецкими захватчиками, проявленные при этом геройство и отвагу» младший лейтенант Василий Громаков был удостоен высокого звания Героя Советского Союза с вручением ордена Ленина и медали «Золотая Звезда» за номером 8817.
Был также награждён двумя орденами Отечественной войны 1-й степени, орденом Красной Звезды, рядом медалей.

## Память
В честь Громакова названа школа в Краснодаре и улица в селе Донском (Труновского района Ставропольского края).